# آلن فرانسیس بروک
آلن فرانسیس بروک (انگلیسی: Alan Brooke, 1st Viscount Alanbrooke; ۲۳ ژوئیهٔ ۱۸۸۳ – ۱۷ ژوئن ۱۹۶۳) فرمانده نظامی و سیاست‌مدار اهل بریتانیا بود. وی برندهٔ جوایزی همچون نشان بند جوراب و نشان ردیمر شده است.
افسر ارشد ارتش بریتانیا بود. او در طول جنگ جهانی دوم رئیس ستاد کل امپراتوری (CIGS)، فرمانده حرفه‌ای ارتش بریتانیا، بود و در ۱ ژانویه ۱۹۴۴ به درجه فیلد مارشالی ارتقا یافت.[۳]
بروک به عنوان افسر توپخانه آموزش دید و در سال ۱۹۲۹ فرمانده مدرسه توپخانه، لارک‌هیل شد. او قبل از جنگ جهانی دوم فرماندهی‌های مختلفی در سطح لشکر و سپاه را بر عهده داشت و در سال ۱۹۴۰ فرمانده نیروهای داخلی شد. سپس در سال ۱۹۴۱ رئیس ستاد کل امپراتوری شد. در این نقش، او بر استراتژی و به ویژه بر صحنه مدیترانه تمرکز داشت. در اینجا، اهداف اصلی او خلاص شدن از شر نیروهای محور در شمال آفریقا و بیرون راندن ایتالیا از جنگ بود، در نتیجه مدیترانه را برای کشتیرانی متفقین باز می‌کرد و سپس وقتی متفقین آماده شدند و آلمانی‌ها به اندازه کافی ضعیف شدند، حمله از طریق کانال مانش را انجام می‌داد. سپس او استراتژی عقب راندن نیروهای آلمانی در اروپای غربی را تدوین کرد.
بروک به عنوان رئیس کمیته ستاد کل، مشاور نظامی ارشد وینستون چرچیل، نخست‌وزیر، بود و نقش هماهنگ‌کننده تلاش‌های نظامی بریتانیا در پیروزی متفقین در سال ۱۹۴۵ را بر عهده داشت. پس از بازنشستگی از ارتش بریتانیا، او در زمان تاجگذاری ملکه الیزابت دوم در سال ۱۹۵۳ به عنوان لرد عالی‌رتبه انگلستان خدمت کرد. خاطرات جنگی او به دلیل انتقاد از چرچیل و دیدگاه‌های صریح بروک در مورد دیگر چهره‌های برجسته جنگ، توجه‌ها را به خود جلب کرد.